# Бхима

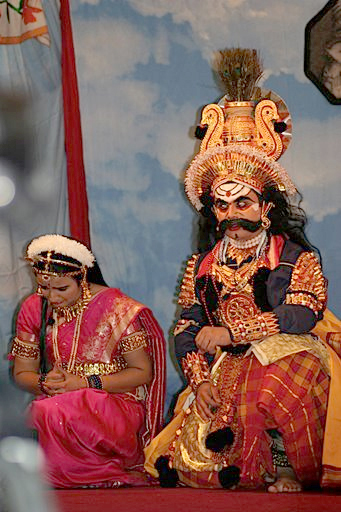
Бхима и Драупади. Сцена из спектакля.

Бхи́ма (санскр. भीम, IAST: Bhīma, «ужасный») или Бхимасе́на — герой индийского эпоса «Махабхарата», второй по старшинству и самый сильный из Пандавов. Сын царицы Кунти и бога ветра Ваю, считался частичным его воплощением. Младенец Бхимасена упал с колен Кунти, вдребезги разбив скалу, на которую упал. Соперники Пандавов Кауравы пытались расправиться с юным Бхимасеной: топили, подпускали ядовитых змей, но мальчик задушил змей и слугу, который их принёс (ср. с младенцем Гераклом, который задушил змей, подпущенных Герой). Вместе с другими братьями был мужем Драупади, за которой нежно ухаживал: готов был сражаться с чудовищами, чтобы сорвать понравившийся жене цветок. Во время изгнания он встретил Ханумана, царя обезьян, который также был сыном бога Ваю, то есть единокровным братом Бхимы. После роковой игры в кости, когда Драупади подверглась оскорблениям со стороны сыновей царя Дхритараштры Кауравов, двоюродных братьев Пандавов, Бхимасена поклялся собственноручно истребить всю сотню Кауравов.
П. А. Гринцер видит в образе Бхимы проявления своеволия, буйства эпического героя, сравнивая его с Гильгамешем, Роландом и Василием Буслаевым. Во время изгнания Пандавов, когда они жили инкогнито при дворе царя матсьев Вираты, прожорливый Бхимасена носил имя Валлавы и был главным поваром, a также выступал в поединках борцов, чтобы потешить Вирату. Защищая Драупади, убивает домогавшегося её шурина Вираты полководца Кичаку.
Бхимасена несёт черты архаического героя: отличается огромной физической силой и прожорливостью (одно из его прозвищ — Врикодара, то есть «Волчебрюхий»), врагов убивает голыми руками или вырванными с корнем деревьями (аллюзия на его небесного отца), борется с чудовищами (ракшасами), при бегстве несёт всю семью на плечах. Во время Битвы на Курукшетре убивает своего двоюродного брата Духшасану и (исполняя клятву, ранее данную после оскорбления Духшасаной Драупади) пьёт его кровь, двух других двоюродных братьев сбивает с ног ударом кулака и насмерть затаптывает ногами. В самом конце битвы в поединке на палицах, применив по совету Кришны запрещённый приём, смертельно ранит царя Кауравов Дурьодхану. В битве побратим Дурьодханы Карна одолел Бхимасену, но подарил ему жизнь, предварительно унизив и осмеяв. Бхимасена единственный из Пандавов даже после смерти не мог простить Карну, их сводного брата, сражавшегося на стороне Кауравов. Также Бхимасена никогда не примирился с доживавшим свой век при дворе Пандавов несчастным царём Дхритараштрой, потерявшим в битве всех сыновей, внуков, шурьёв и единственного зятя. Именно из-за оскорблений Бхимасены старый Дхритараштра, живший в почёте при дворе старшего Пандавы Юдхиштхиры, оставляет столицу и удаляется отшельником в лес.
Его сыновья: Гхатоткача от ракшаси Хидимби, Сутасома — от Драупади, Сарватрага — от царевны Каши.
Его эпитеты: Врикодара («волчебрюхий»), Бахушалин («долгорукий»).